# Test Q de Cochran
 (juin 2023).
Si vous disposez d'ouvrages ou d'articles de référence ou si vous connaissez des sites web de qualité traitant du thème abordé ici, merci de compléter l'article en donnant les références utiles à sa vérifiabilité et en les liant à la section « Notes et références ».
En statistique, le test Q de Cochran est un test statistique non paramétrique et une extension du test de McNemar pour k échantillons appariés (avec k>2). Plus précisément, il teste si certains effectifs ou proportions appariées diffèrent significativement entre elles.
Il porte le nom de William Cochran.

## Conditions
Le test ne requiert qu'une échelle nominale ou des données artificiellement dichotomisées.

## Exemple
Le test Q de Cochran peut être utilisé lorsque l'on souhaite comparer la difficulté des questions dans un questionnaire dichotomique où il n'est possible de répondre que par "vrai" ou "faux". Chaque question représente une variable aléatoire pouvant prendre deux valeurs : 0 (faux) et 1 (vrai). Si le test Q est significatif, cela permettrait de conclure que certaines questions sont plus difficiles, puisque le pourcentage de réponses correctes est plus faible.